# بیزنتال
شهر بیزنتال در ایالت برندنبورگ در کشور آلمان واقع شده است.